# Cheval au Tibet
Le cheval au Tibet reste un animal de travail quotidien, mais il est aussi le support d'une multitude de pratiques traditionnelles, notamment l'archerie montée. Le cheval a une place dans les croyances du bouddhisme tibétain, à travers le cheval du vent et la pratique de l'hippomancie par le hennissement.

## Vocabulaire
Dans la langue tibétaine, skad désigne le cheval, et skad-gsaṅs le hennissement, c'est-à-dire, littéralement, « la voix du cheval ». Les dictionnaires tibétains distinguent deux locutions, celle du hennissement retentissant et celle du hennissement qui devient faible.

## Élevage
Le Tibet a conservé des populations de chevaux très primitives. L'explorateur et écrivain français Michel Peissel a découvert un cheval archaïque, le cheval de Riwoché, dans une vallée du Kham, après avoir révélé au monde occidental l'existence du cheval de Nangchen, dont il n'a pu obtenir de spécimen en raison du prix élevé demandé par les autochtones. La valeur d'un poney au Tibet est en effet beaucoup plus élevée que celle d'un Yak.
Il existe par ailleurs des populations de poneys tibétains définies et caractérisées : le Ganzi, le Sikang et le Yushu. Propre au plateau tibétain, le Hequ forme une race à part.

## Pratiques

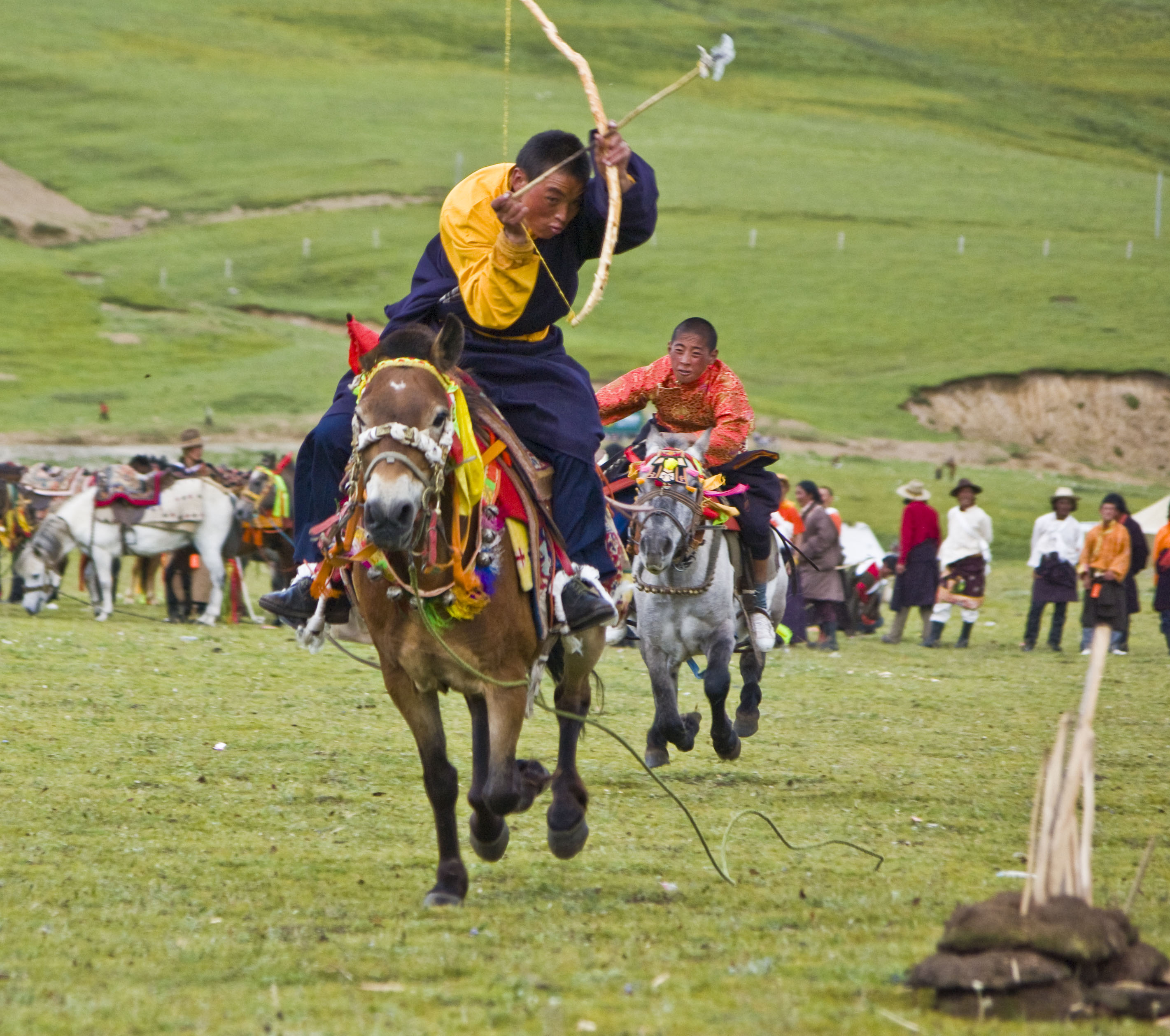
Archerie montée lors d'un festival équestre au Tibet

Le cheval est mis à l'honneur pendant le festival annuel du cheval de Yushu, l'un des plus grands du Tibet, qui mêle courses, danses et archerie montée. L'organisation du festival a été  annulée en 2010 et pendant plusieurs années à cause des conséquences du séisme de 2010, mais il a depuis repris. L'édition 2016 du festival, en février, a rassemblé plusieurs dizaines de milliers de spectateurs. De nos jours, les festivals de chevaux sur le plateau tibétain ne représentent pas seulement des prouesses équestres. Ils ont aussi des objectifs de propagande politique de la part des autorités chinoises au Tibet et à l'étranger, pour affirmer que la culture traditionnelle tibétaine est en plein essor, contrairement à ce que le dalaï-lama et d'autres critiques affirment.

## Croyances

Symbole du cheval du vent, tel qu'il est imprimé sur de nombreux drapeaux de prière.

Le bouddhisme tibétain accorde une grande place au cheval du vent, créature mythique, parfois représentée sur des drapeaux de prières aux côtés des quatre animaux symbolisant les quatre points cardinaux. Ce cheval du vent relève principalement une caractéristique de la culture populaire, d'une « notion mondaine d'un idéal laïc plutôt qu'un idéal religieux bouddhiste », comme l'explique le chercheur tibétain Samten G. Karmay.
Diverses croyances tibétaines impliquent le hennissement du cheval, et sont particulièrement bien documentées. Pour les hippologues tibétains auteurs des manuscrits de Touen-houang (800-1035), le hennissement du cheval provient du vent, force de vie, et naît depuis la base de son nombril vers sa bouche. En fonction du son et de la position du cheval lorsqu'il hennit, il peut être un bon ou un mauvais présage pour son maître. Les hennissements imitant le son de la conque, du grand tambour, du lion, du tigre, du roulement de char, de la flûte, du taureau, du tonnerre ou du fleuve sont signes de bonne fortune, d'autant plus si l'animal baisse sa tête ou la tourne à gauche lorsqu'il hennit. De même, le cheval qui hennit beaucoup en accompagnant les autres ou fait hennir les autres est bon signe. À l'inverse, si le cheval hennit beaucoup en regardant autour de lui ou si son cri ressemble au braiement de l'âne, alors il s'agit d'un mauvais présage. Celui qui imite le cri du chameau, du vautour, du chat, du chacal, du chien, du corbeau, du singe ou du hibou est un mauvais cheval. Celui qui hennit en regardant à droite ou lorsqu'on le touche et qu'il est monté par un roi, promet à son cavalier de régner sur la Terre entière. Un cheval malade serait promis à une mort prochaine s'il hennit en regardant et respirant de côté. Les hippologues tibétains recommandent enfin de ne pas tirer de présages des chevaux très jeunes, très vieux, malades, ou qui ont faim ou soif, mais de prêter grande attention au hennissement dans tous les autres cas.